# Népszabadság
Népszabadság (pol. „Wolność Ludu”) – węgierski dziennik o profilu lewicowo-liberalnym ukazujący się od 1956 r. do 8 października 2016 r., największy na Węgrzech dziennik opozycyjny wobec rządu Viktora Orbána, wydawany przez spółkę Mediaworks.
Dziennik wydawany był jeszcze w okresie socjalizmu, był wówczas oficjalnym organem Węgierskiej Socjalistycznej Partii Robotniczej. Po upadku socjalizmu uległ przekształceniu i prywatyzacji, stając się najbardziej wpływową gazetą obozu lewicowo-liberalnego.
Zgodnie z oficjalnym oświadczeniem wydawcy przyczyną zamknięcia gazety były względy ekonomiczne (spadek nakładu w ciągu 10 lat o 74% – tj. ponad 100 tys. egzemplarzy i straty w wysokości 70 mln zł w ciągu 10 lat), jednak wyjaśnienie to nie zostało uznana za wiarygodne przez dużą część społeczeństwa, która podejrzewała nielegalne naciski władz lub potajemne przejęcie wydawnictwa przez osoby powiązane ze środowiskiem władzy. Dowodem na to miał być fakt, iż gazeta przeszła restrukturyzację i w roku 2015 po raz pierwszy odnotowała zyski (ok. 1,8 mln zł). Według doniesień  tygodnika Figyelo rozmowy premiera Orbána z właścicielem spółki Vienna Capital Partners, do której należy Mediaworks – wydawca Népszabadság – miały miejsce 3 października 2016 r.
Komunikat o zamknięciu Népszabadság dotarł do pracowników redakcji tego pisma rankiem 8 października 2016 r., od tego samego dnia redakcja miała zostać zamknięta. W obronie zamykanego dziennika zorganizowano w 8 i 9 października 2016 r. przed siedzibą parlamentu w Budapeszcie kilkutysięczne demonstracje. Zaniepokojenie zamknięciem gazety wyraziła m.in. Komisja Europejska, wskazując na niejasne powody zawieszenia, a z krytyką władz wystąpiła m.in. redakcja prawicowego dziennika Magyar Nemzet.
25 października 2016 r. Vienna Capital Partners poinformowała, że tego dnia sprzedała 100% akcji spółki Mediaworks spółce Opimus Press, należącej do oligarchy Lőrinca Mészárosa powiązanego z partią Fidesz. Według komunikatu wybór nabywcy był związany z deklaracją Opimus Press o możliwości ponownego wydawania gazety.